# Jesús Herrada
Jesús Herrada López (* 26. Juli 1990 in Mota del Cuervo) ist ein spanischer Radrennfahrer.

## Sportliche Laufbahn
In der Junioren Klasse gewann Jesús Herrada in den Jahren 2007 und 2008 das Einzelzeitfahren der spanischen Meisterschaften. Im Jahr 2010 belegte er bei der Tour de l’Avenir den 28. Gesamtrang und wurde Achter im Zeitfahren der UCI-Straßenradsport-Weltmeisterschaften in der Klasse U23, nachdem er sich den nationalen Titel gesichert hatte.
Ab dem Jahr 2011 fuhr er für das spanische Movistar Team. Neben kleineren Rundfahrten ging er auch bei Lüttich–Bastogne–Lüttich und der Lombardei-Rundfahrt an den Start, die er jedoch nicht beendete. Im Jahr 2012 erzielte er bei der Asturien-Rundfahrt seinen ersten Sieg in der Elite-Klasse und wurde ein Jahr später spanischer Meister im Straßenrennen. Weiters gewann er eine Etappe und die Nachwuchswertung der Tour du Poitou-Charentes. Nach dem Sieg in der Nachwuchswertung bei der Tour de Romandie und einem Etappensieg bei der Route du Sud ging er bei der Tour de France des Jahres 2014 erstmals bei einer Grand Tour an den Start. Als Helfer für Alejandro Valverde beendete er seine erste Tour de France auf dem 61. Gesamtrang. Danach konnte er erneut die Nachwuchswertung und eine Etappe bei der Tour du Poitou Charentes gewinnen.
Im Jahr 2015 gewann er eine Etappe und die Punktewertung der Asturien-Rundfahrt, ehe er den Giro d’Italia auf dem 74. Platz beendete. Sowohl beim Zeitfahren als auch Straßenrennen wurde er Dritter der spanischen Meisterschaften und gewann zum Ende der Saison eine Etappe der Tour du Limousin. Im Jahr 2016 gewann er eine Etappe des Critérium du Dauphiné und zeigte zudem mit Podiumsplätzen bei kleinen Rundfahrten auf. Die Tour de France 2016 musste er auf der 15. Etappe aufgeben. Ein Jahr darauf wurde er in seiner letzten Saison für das Movistar Team erneut spanischer Meister im Straßenrennen und bestritt die Tour de France ein weiteres Mal als Helfer. Bei einem seiner letzten Rennen für die spanische Mannschaft wurde er Zweiter beim Grand Prix Cycliste de Montréal.
Ab der Saison 2018 fuhr Jesús Herrada für die französische Cofidis Mannschaft. Bei den einwöchigen Rundfahrten erhielt er mehr Freiheiten und erzielte so in den anschließenden Jahren zahlreiche Top-10-Ergebnisse. Seine bislang erfolgreichste Saison hatte er im Jahr 2019, als er neben den Eintagesrennen Trofeo Ses Salines, Campos, Porreres, Felanitx und Mont Ventoux Dénivelé Challenge die Gesamtwertung der Luxemburg-Rundfahrt gewann. Zudem sicherte er sich zwei Etappensiege und gewann die Punktewertung. Nach dem 20. Gesamtrang bei der Tour de France, feierte er bei der Vuelta a España 2019 seinen ersten Grand Tour-Etappensieg.
Im Jahr 2021 gewann Jesús Herrada die Trofeo Serra de Tramuntana und vertrat Spanien bei den Olympischen Spielen in Tokyo. In den Jahren 2022 und 2023 konnte er erneut jeweils eine Etappe der Vuelta a España gewinnen, wobei er sich stets aus der Ausreißergruppe durchsetzte. Zudem gewann er in der nähren Vergangenheit die Classic Grand Besançon Doubs, die Tour du Doubs und eine Etappe der Oman-Rundfahrt.

## Erfolge

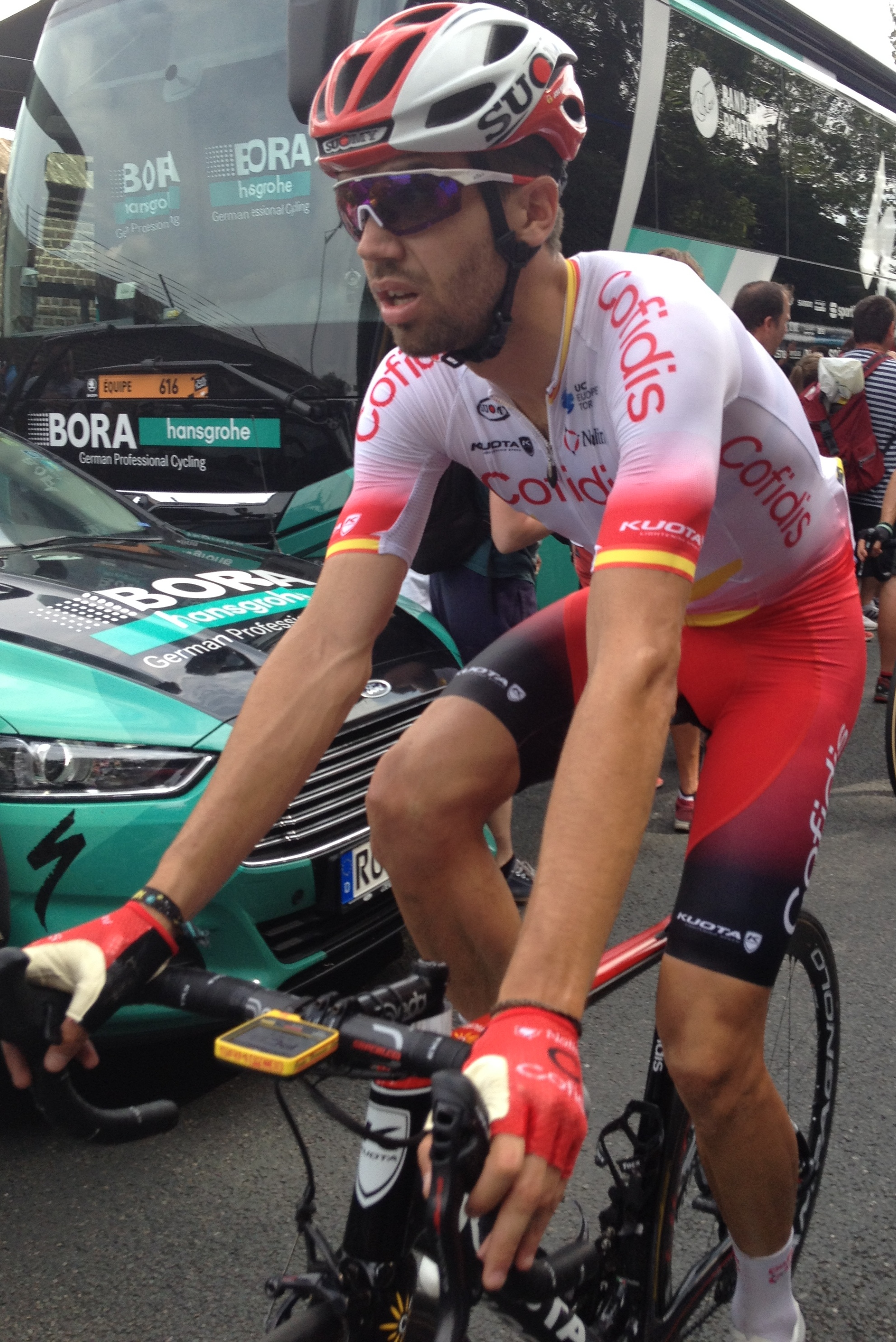
Jesús Herrada bei der Tour de France 2019

2007
- Spanischer Meister – Einzelzeitfahren (Junioren)

2008
- Spanischer Meister – Einzelzeitfahren (Junioren)

2010
- Spanischer Meister – Einzelzeitfahren (U23)

2011
- Mannschaftszeitfahren Burgos-Rundfahrt

2012
- eine Etappe Asturien-Rundfahrt

2013
- Spanischer Meister – Straßenrennen
- eine Etappe Tour du Poitou-Charentes

2014
- Nachwuchswertung Tour de Romandie
- eine Etappe Route du Sud
- eine Etappe Tour du Poitou-Charentes

2015
- eine Etappe und Punktewertung Asturien-Rundfahrt
- eine Etappe Tour du Limousin

2016
- eine Etappe Critérium du Dauphiné

2017
- Spanischer Meister – Straßenrennen

2019
- Trofeo Felanitx-Ses Salines-Campos-Porreres
- Gesamtwertung, zwei Etappen und Punktewertung Luxemburg-Rundfahrt
- Mont Ventoux Dénivelé Challenge
- eine Etappe Vuelta a España

2021
- Trofeo Serra de Tramontana

2022
- eine Etappe Vuelta a España
- Classic Grand Besançon Doubs

2023
- Tour du Doubs
- eine Etappe Vuelta a España

## Grand-Tour-Platzierungen
| Grand Tour            | 2014 | 2015 | 2016 | 2017 | 2018 | 2019 | 2020 | 2021 | 2022 | 2023 | 2024 |
| --------------------- | ---- | ---- | ---- | ---- | ---- | ---- | ---- | ---- | ---- | ---- | ---- |
| Giro d’ItaliaGiro     | –    | 74   | –    | –    | –    | –    | –    | –    | –    | –    | –    |
| Tour de FranceTour    | 61   | –    | DNF  | 97   | 47   | 20   | 44   | 87   | –    | –    | DNF  |
| Vuelta a EspañaVuelta | –    | –    | –    | –    | 21   | DNF  | 38   | 38   | 56   | 83   | 85   |